# 麻生公務員専門学校福岡校
麻生公務員専門学校福岡校（あそうこうむいんせんもんがっこうふくおかこう）は、学校法人麻生塾が運営する学校の一つ。福岡県福岡市博多区博多駅南にキャンパスを置く、私立の専門学校。塾長は麻生泰。理事長は麻生健。
2005年（平成17年）に開校、略称は麻生または公務員、アルファベットではAPFCと表記する。

## 学科・コース
- 公務員専攻科(1年制、全日制)
- 公務員総合科(2年制、全日制)

※以下途中入講可能
- 公務員受験スタートプログラム高2コース(高校2年生対象)
- 公務員受験スタートプログラム高3コース(高校3年生対象)
- 公務員中上級専攻科(1年制)※20歳以上対象
- 公務員中上級教養科(1年制)※20歳以上対象

## 年間行事
- 4月入学式 (アクロス福岡)※福岡校7校合同(麻生工科自動車大学校を除く)
- オリエンテーション
- 学園祭(麻生祭)
- スポーツ大会
- 卒業式